# Guerra d'Alliberament de Bangladesh
La Guerra d'Alliberament de Bangladesh (en bengalí: মুক্তিযুদ্ধ, múkti yudjo, 'alliberament-lluita') va ser una guerra civil desenvolupada al domini de Pakistan entre el Pakistan occidental (actualment Pakistan) i el Pakistan Oriental (des del 1971 oficialment Bangladesh), que es va desenvolupar des del 26 de març fins al 17 de desembre de 1971.
La guerra va començar com una insurrecció al Pakistan Oriental liderada pel moviment Mukti Bahini (lluitadors per la llibertat). El suport indi a la insurgència va acabar en una guerra entre l'Índia i el Pakistan (la guerra indo-pakistanesa de 1971), durant la qual l'exèrcit de l'Índia i els pakistanesos orientals van derrotar decisivament a les forces de Pakistan occidental desplaçades a l'est. La guerra va acabar amb la independència de Pakistan Oriental com la nova nació de Bangladesh.
Hi ha un consens acadèmic que els esdeveniments que van tenir lloc durant la guerra d'alliberament de Bangladesh constitueixen un genocidi.

## Antecedents
La negativa a acceptar el bengalí com a llengua estatal del Pakistan després de la partició de l'Índia en 1947, la disparitat econòmica entre el Pakistan Occidental i el Pakistan Oriental, l’hegemonia de l'elit governant pakistanesa occidental sobre els orientals, les lleis marcials i una actitud degradant envers la cultura bengalí i la població bengalí van minar les relacions entre les dues parts del Pakistan.
El govern pakistanès, liderat pel líder de la junta, el general Yahya Khan, va ser criticat pel seu retard en la gestió de les operacions de socors després de la Cicló Bhola de 1970, un dels desastres naturals més letals en temps moderns, tant pels líders polítics locals del Pakistan oriental com als mitjans internacionals, i a les eleccions generals, celebrades en 1970, van donar com a resultat que la Lliga Awami del Pakistan Oriental obtingués 167 dels 169 escons de l'Assemblea Legislativa del Pakistan Oriental, i una majoria gairebé absoluta en l'Assemblea Nacional de 313 escons, mentre que el vot al Pakistan Occidental el va guanyar majoritàriament el socialista Partit Popular del Pakistan. El líder de la Lliga Awami, Sheikh Mujibur Rahman, va subratllar la seva posició política presentant els seus Sis Punts i donant suport al dret dels bengalís a governar. L'èxit electoral de la Lliga va fer témer a molts pakistanesos occidentals que permetés als bengalís redactar la constitució basada en els Sis Punts i el liberalisme. Per a resoldre la crisi, es va formar la Missió de l'Almirall Ahsan perquè formulés recomanacions. Les seves conclusions van rebre crítiques favorables dels líders polítics del Pakistan Occidental, amb l'excepció de Zulfikar Ali Bhutto, president del Partit Popular del Pakistan.
Les tensions entre els bengalís i les comunitats de parla urdú que s'havien traslladat al Pakistan oriental des de l’Índia (els biharis) després de la partició i que eren vistes com a pro-Pakistan occidental, van augmentar, provocant atacs contra algunes comunitats bihari.

## La guerra
La guerra va començar quan la junta militar pakistanesa, establerta al Pakistan Occidental va llançar l'Operació Searchlight la nit del 25 de març de 1971 per prendre els edificis governamentals, centres de comunicació i la detenció dels polítics que s'oposaven al govern militar i que donaven suport a la insurrecció liderada pels nacionalistes bengalís Mukti Bahini (Lluitadors per la Llibertat) del Pakistan Oriental. L'operació va perseguir l'eliminació sistemàtica de civils bengalís nacionalistes, estudiants, intel·lectualitat, minories religioses i personal armat. La junta va anul·lar els resultats de les eleccions de 1970 i va detenir el primer ministre designat Sheikh Mujibur Rahman. Al cap d'un mes, els estrategs de seguretat nacional pakistanesos van adonar-se del seu fracàs en la implementació del pla que no havia previst la resistència civil a l'Est, i de la naturalesa real de l'estratègia índia darrere del seu suport a la resistència.
Al principi, la resistència era espontània i desorganitzada i no s'esperava que durés, però, quan l'exèrcit pakistanès va reprimir la població, la resistència va créixer i el Mukti Bahini es va tornar cada vegada més actiu. L'exèrcit pakistanès va intentar sufocar-los, però un nombre creixent de soldats bengalesos van desertar, unint-se lentament al Mukti Bahini, reforçant-lo amb les seves armes i subministraments procedents de l'Índia. El Pakistan va respondre transportant dues divisions d'infanteria i reorganitzant les seves forces. També van aixecar forces paramilitars de Razakars, Al-Badrs i Al-Shams i altres bengalís que s'oposaven a la independència i musulmans bihari que s'havien establert durant el temps de la partició.
El 17 d'abril de 1971 es va formar un govern provisional a Mujibnagar, al districte de Meherpur, a l'oest de Bangladesh, fronterer amb l'Índia, amb el xeic Mujibur Rahman, que estava a la presó del Pakistan, com a president, Syed Nazrul Islam com a president en funcions, Tajuddin Ahmad com a primer ministre i el general Muhammad Ataul i es va traslladar a Calcuta com a govern a l'exili. Ghani Osmani com a comandant en cap de les forces de Bangladesh. A mesura que van créixer els combats entre l'exèrcit d'ocupació i el bengalí Mukti Bahini, s'estima que 10 milions de bengalís van buscar refugi als estats indis Assam i Bengala Occidental.
Les zones rurals i urbanes del Pakistan oriental van viure intenses operacions militars i atacs aeris per suprimir la marea de desobediència civil que es va formar després de l'estancament electoral de 1970. L'exèrcit pakistanès, que va comptar amb el suport dels islamistes, va crear milícies religioses radicals - els Razakars, Al-Badr i Al-Shams - per ajudar-lo durant les incursions contra la població local. La capital de Dhaka va ser l'escenari de nombroses massacres, incloent la de la Universitat de Dhaka. La difícil situació de milions de civils bengalís devastats per la guerra va provocar indignació i alarma a tot el món. L'Índia, dirigida per Indira Gandhi, va proporcionar un important suport diplomàtic, econòmic i militar als nacionalistes de Bangladesh.

### Intervenció índia

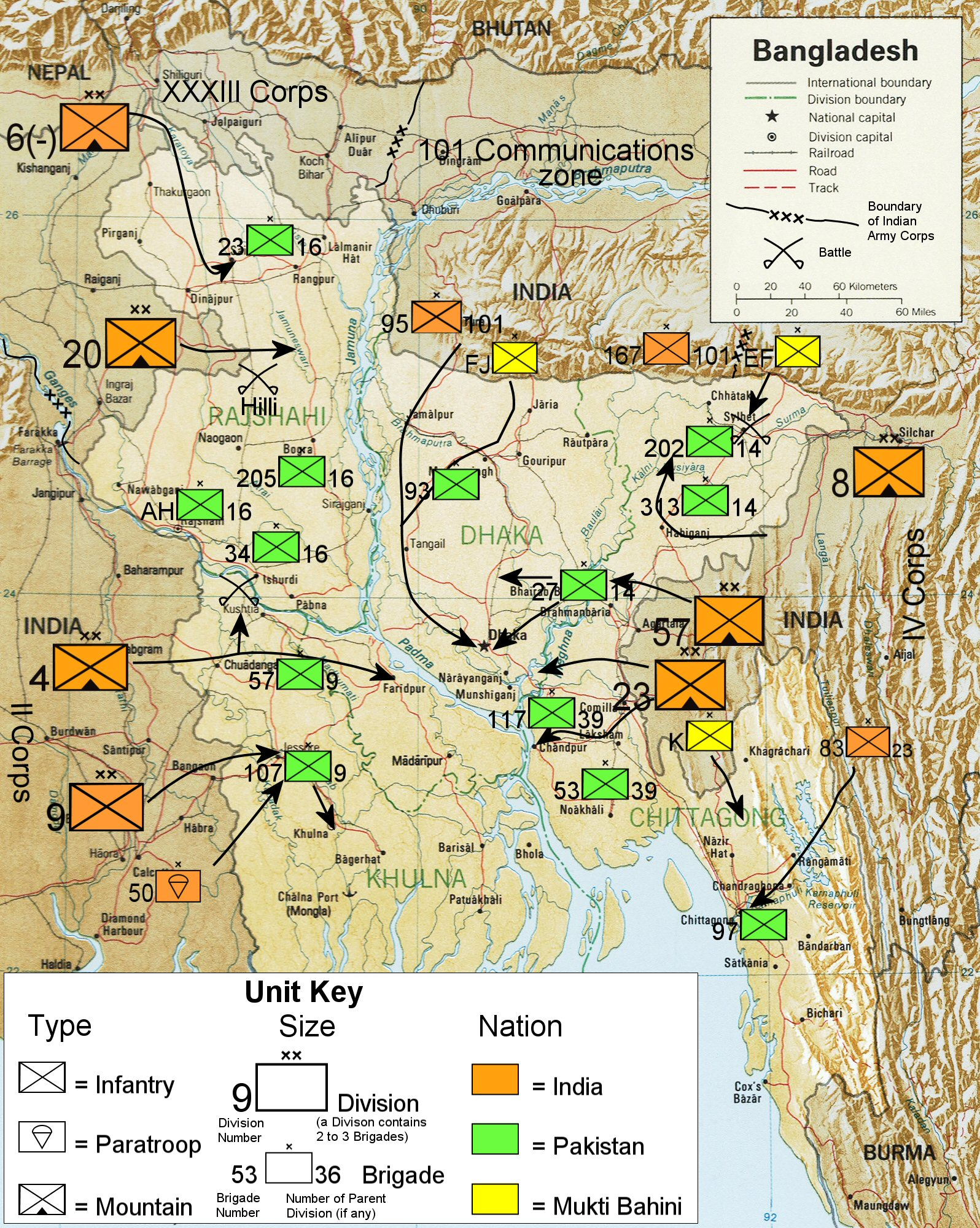
Guerra indo-pakistanesa a Bangladesh

Després que el Pakistan va llançar atacs aeris preventius al nord de l'Índia, el 23 de novembre de 1971, l'exèrcit indi va penetrar convencionalment cap als fronts orientals i va creuar les fronteres del Pakistan oriental per unir-se als seus aliats nacionalistes bengalesos. La Brigada Jessore es va retirar de la frontera de Chougacha, i en el contraatac, la Força Aèria del Pakistan, amb només un esquadró a l'est del Pakistan, va perdre dos dels seus avions de combat.
La ïndia es va unir a la guerra el 3 de desembre de 1971, després que el Pakistan va llançar atacs aeris preventius al nord de l'Índia. Amb el bloqueig naval del Golf de Bengala i la destrucció de la flota pakistanesa, el portaavions INS Vikrant i els seus avions de caça Hawker Sea Hawk van contribuir a les operacions aèries atacant amb èxit moltes ciutats costaneres del Pakistan oriental, incloses Chittagong i Cox's Bazaar. Els continus atacs van destruir posteriorment la capacitat de represàlia de la força aèria pakistanesa en va deixar fora de servei amb els atacs aeris als aeròdroms de Tejgaon, Kurmitolla, Lal Munir Hat i Shamsher Nagar. L'estratègia adoptada va ser un assalt ràpid i a tres bandes de nou divisions d'infanteria amb unitats blindades adjuntes i un suport aeri proper que convergirien ràpidament a Dhaka, la capital del Pakistan oriental.
El principal objectiu indi en el front occidental va ser impedir que el Pakistan entrés en el seu sòl, sense intencions d'ocupar Pakistan. La nit del 4 al 5 de desembre la força naval índia va bombardejar el port de Karachi Pakistan va atacar en diversos llocs al llarg de la frontera oest de l'Índia amb el Pakistan, però l'exèrcit indi va mantenir les seves posicions amb èxit. L'exèrcit pakistanès va patir una derrota a la batalla de Longewala, i l'exèrcit indi va respondre ràpidament als moviments de l'exèrcit pakistanès a l'oest i va tenir alguns avenços, incloent la captura d'uns de 14.000 km² del territori pakistanès al Caixmir, Panjab i el Sind.
El tinent general Jagjit Singh Aurora, Cap del Comandament Oriental de l'exèrcit indi, va liderar l'empenta índia completa al Pakistan oriental. Tota la brigada es va veure obligada a retirar-se de Jessore el 9 de desembre després d'un intens atac indi amb tancs i artilleria, igual que les tropes desplegades a Sylhe, Brahmanbaria, Laksam, Comilla i els districtes del nord, les tropes van començar a retirar-se als pocs dies de la guerra. Com a resultat, totes les divisions desplegades a tot l'est del Pakistan van ser totalment derrotades, i només va quedar la resistència del tinent general Amir Abdullah Khan Niazi a Dhaka.
El 13 de desembre, quan l'exèrcit indi va bombardejar la casa del governador Malik a Dhaka, quan aquest ja havia dimitit i s'havia refugiat en una casa del personal del recinte. Amb el ràpid avanç de les forces aliades de Mukti Bahini i els militars indis, el Pakistan es va rendir a Dhaka el 16 de desembre de 1971.

## Conseqüències

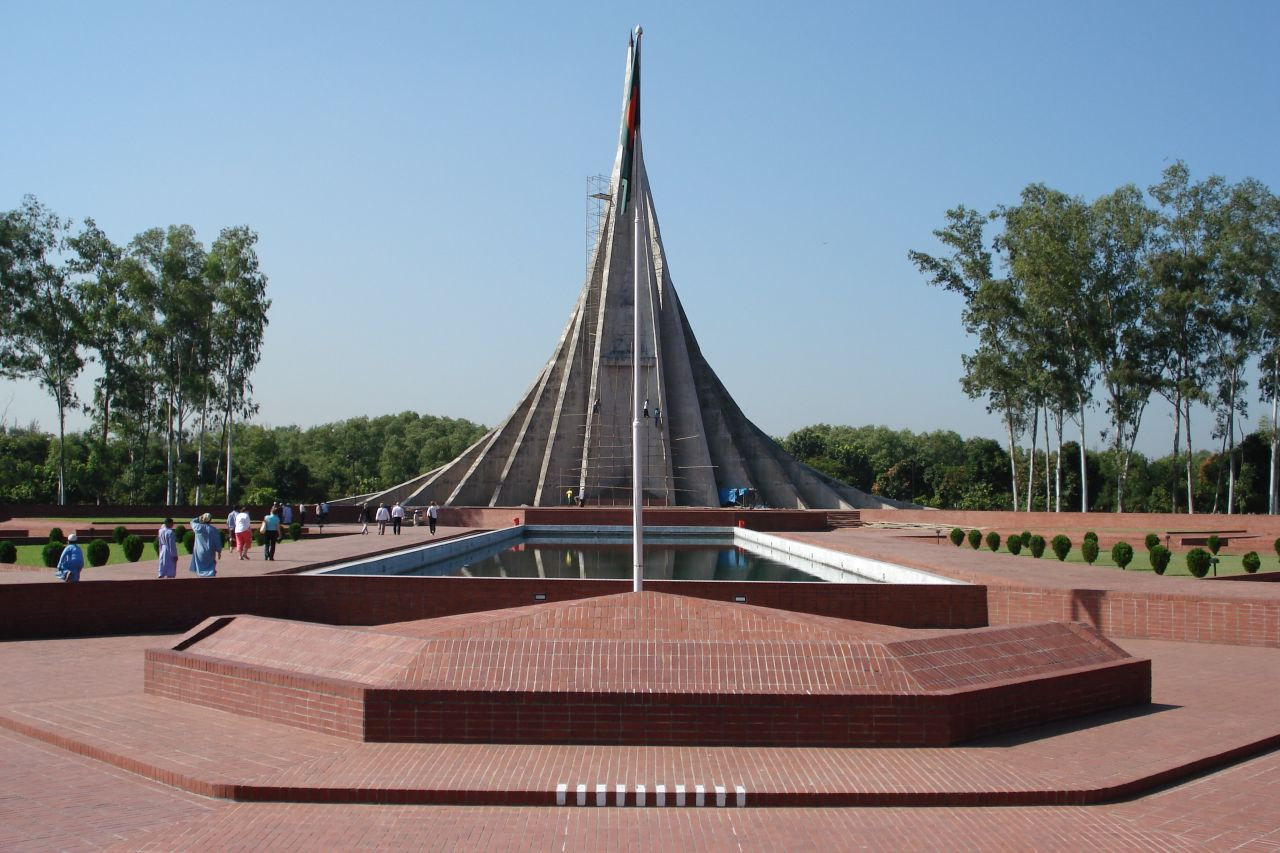
El monument nacional de Bangladesh, Jatiyo Smriti Soudho, situat a Savar, Dhaka, és un homenatge als màrtirs de la Guerra d'Alliberament

La guerra va acabar amb la rendició de prop de 90.000 soldats pakistanesos, que es considera la rendició més gran per part d'un exèrcit des de la Segona Guerra Mundial fins aquell moment. Gairebé 3.900 soldats indis van morir i gairebé 10.000 van resultar ferits, molts d'ells amb discapacitats de tota la vida, per 8.000 morts i 25.000 ferits pakistanesos.
La guerra va acabar amb la independència del Pakistan oriental com la nova nació de Bangladesh amb la caiguda de Dhaka el 16 de desembre de 1971 quan les forces militars del Pakistan occidental que es trobaven a Bangladesh es van rendir. Sheikh Mujibur Rahman va ser alliberat per Pakistan, convertint-se en el primer president del país independent, que fou reconegut com a 136è membre de ple dret en les Nacions Unides en setembre de 1974.
S'estima que 10 milions de refugiats bengalís van fugir a la veïna Índia especial a Bengala Occidental, Tripura, Meghalaya i Assam, i després de la guerra foren repatriats amb èxit, mentre que 30 milions van ser desplaçats internament. Nou milions de refugiats havien tornat el febrer de 1972 amb els auspicis de l'ACNUR i coordinada en els dos costats de la frontera, sent l'operació de repatriació massiva més gran després de la Segona Guerra Mundial.
La violència sectària va esclatar entre els bengalís i els immigrants de parla urdú. Unes 200.000 persones romanen a Bangladesh sense registrar, entre elles els bihari, que no van ser considerats ciutadans bengalís fins que així es va dictar per la Cort Suprema, que els va donar el dret de la ciutadania, tot i això, milers continuen residint en caps de refugiats.